# Starrcade 1999
Starrcade (1999) fu l'annuale edizione del pay-per-view Starrcade prodotto dalla World Championship Wrestling (WCW); si tenne il 19 dicembre 1999 presso l'arena MCI Center di Washington D.C.
Il main event dello show fu l'incontro tra Bret Hart e Goldberg per il WCW World Heavyweight Championship. Il match è diventato famigerato per il reale infortunio che Hart subì nel corso dell'incontro a causa di un calcio alla testa da parte di Goldberg, che lo avrebbe poi costretto al ritiro nel 2000. Dopo la vittoria del titolo da parte di Hart all'evento Mayhem '99, Goldberg lo aveva sfidato a un match con in palio la cintura. L'incontro terminò in maniera controversa, e Goldberg perse in modo non chiaro. Subito dopo l'evento, Hart diede vita a una nuova incarnazione del New World Order (nWo). Altri match notevoli furono il Ladder match tra Chris Benoit e Jeff Jarrett per il WCW United States Heavyweight Championship, il Powerbomb match tra Sid Vicious e Kevin Nash, e l'incontro tra Sting e The Total Package (Lex Luger).

## Antefatto
Il match di punta di questa edizione di Starrcade fu quello tra Bret Hart e Goldberg. A Mayhem, il precedente evento pay-per-view, Hart aveva vinto un torneo e si era laureato nuovo WCW World Heavyweight Champion. Poco tempo dopo, Goldberg gli lanciò una sfida al titolo per Starrcade. I due mostrarono di avere rispetto reciproco, e vinsero lottando insieme anche i WCW World Tag Team Championship. Persero poi i titoli di coppia una settimana dopo contro gli Outsiders.
In settembre, Eric Bischoff venne sollevato dalla carica di presidente della World Championship Wrestling. Vince Russo, che in precedenza aveva lavorato per la World Wrestling Federation, venne assunto come sceneggiatore, e apportò molti cambiamenti al programma in termine di stile. La WCW attuò una politica che privilegiava i segmenti fuori dal ring, dando meno spazio ai combattimenti e privilegiando le storyline e i personaggi. Russo ricevette molte critiche per il suo operato , e fu proprio Bischoff che descrisse le nuove idee portate da Russo come "troppo dark e sempliciotte".

## Risultati
| N. | Risultati | Stipulazione                                                        | Durata |
| -- | --- | ------------------------------------------------------------------- | ------ |
| 1  | The Mamalukes (Big Vito & Johnny the Bull) (con Tony Marinara) sconfiggono Disco Inferno & Lash LeRoux                                                                    | Tag team match                                                      | 09:40  |
| 2  | Madusa sconfigge Evan Karagias (c) (con Spice) | Single match per il WCW Cruiserweight Championship                  | 03:32  |
| 3  | Norman Smiley (c) sconfigge Meng | Hardcore match per il WCW Hardcore Championship                     | 04:29  |
| 4  | The Revolution (Shane Douglas, Dean Malenko, Perry Saturn & Asya) sconfiggono Jim Duggan & The Varsity Club (Kevin Sullivan, Mike Rotunda & Rick Steiner) (con Leia Meow) | Eight-man tag team match                                            | 04:53  |
| 5  | Vampiro (con i Misfits) sconfigge "Dr. Death" Steve Williams per squalifica                                                                                               | Single match                                                        | 05:02  |
| 6  | Vampiro (con i Misfits) sconfigge Oklahoma | Single match                                                        | 02:52  |
| 7  | Creative Control (Gerald & Patrick) e Curt Hennig (con Shane) sconfiggono Harlem Heat (Booker T & Stevie Ray) e Midnight                                                  | Six-man tag team match                                              | 07:52  |
| 8  | Jeff Jarrett sconfigge Dustin Rhodes | Bunkhouse Brawl                                                     | 11:18  |
| 9  | Diamond Dallas Page sconfigge David Flair | Crowbar on a Pole match                                             | 03:53  |
| 10 | Sting (con Elizabeth) sconfigge The Total Package per squalifica | Single match                                                        | 05:31  |
| 11 | Kevin Nash sconfigge Sid Vicious | Powerbomb match                                                     | 06:58  |
| 12 | Chris Benoit (c) sconfigge Jeff Jarrett | Ladder match per il WCW United States Heavyweight Championship      | 10:15  |
| 13 | Bret Hart (c) sconfigge Goldberg | No Disqualification match per il WCW World Heavyweight Championship | 12:07  |

## Conseguenze
A causa del controverso finale del match tra Bret Hart e Goldberg a Starrcade, il WCW World Heavyweight Championship venne dichiarato vacante la sera successiva a WCW Monday Nitro. Hart e Goldberg si affrontarono nuovamente nel corso dello show, e Hart riuscì a riconquistare la cintura con l'aiuto di Scott Hall e Kevin Nash. Hart, Hall, Nash e Jeff Jarrett formarono quindi una nuova versione del New World Order (nWo), ribattezzata nWo 2000. Il calcio in testa che Goldberg diede a Hart durante il loro match a Starrcade ebbe delle severe conseguenze sulla carriera di Bret. All'oscuro della reale gravità dell'infortunio, Hart continuò a combattere nei giorni seguenti. Poco tempo dopo, a Hart venne diagnostica una sindrome postcommozionale, e il 16 gennaio fu costretto a riconsegnare il titolo. L'nWo 2000 si sciolse poco dopo. Più avanti nel corso dell'anno, Bret Hart si ritirò dal wrestling.
In aprile, Eric Bischoff tornò ad occupare una posizione direttiva dei processi creativi nella federazione. Bischoff lavorò con Vince Russo, e due nuovi team furono creati per affrontarsi l'un l'altro in un feud: The Millionaire's Club, che includeva wrestler famosi ormai in avanti con gli anni, e il The New Blood, costituito da nuove giovani promesse del ring. Il prestigio del WCW World Heavyweight Championship era calato nel corso degli anni, in parte a causa del lavoro svolto da Bischoff e Russo in WCW, e Bischoff decise di scrivere una storyline che sarebbe iniziata a partire dal ppv Bash at the Beach, per risollevare la reputazione del titolo. All'evento, secondo Bischoff, Russo agì invece di testa propria e rovinò i suoi piani mettendo in atto un promo worked shoot che coinvolse Hulk Hogan. Bischoff lasciò la compagnia poco tempo dopo a causa di problemi con Russo.